# Mycomya hengshana
Mycomya hengshana är en tvåvingeart som beskrevs av Wu och Yang 1995. Mycomya hengshana ingår i släktet Mycomya och familjen svampmyggor.
Artens utbredningsområde är Shanxi (Kina). Inga underarter finns listade i Catalogue of Life.